# آنا إزميرالدا
آنا إزميرالدا (بالإسبانية: Ana Esmeralda)‏ هي ممثلة إسبانية، ولدت في 12 ديسمبر 1931 بالحماية الإسبانية على المغرب.

## وصلات خارجية
- آنا إزميرالدا على موقع IMDb (الإنجليزية)
- آنا إزميرالدا على موقع قاعدة بيانات الفيلم (الإنجليزية)